# Viktor Jakoesjev
Viktor Prochorovitsj Jakoesjev (Russisch: Виктор Прохорович Якушев) (Moskou, 16 november 1938 - aldaar, 6 juli 2001) was een Sovjet-Russisch ijshockeyer. 
Jakoesjev won tijdens de Olympische Winterspelen 1960 de bronzen medaille.
Jakoesjev werd van 1963 tot en met 1967 vijfmaal wereldkampioen. De wereldkampioenschappen van 1964 was ook een olympisch toernooi. In de Olympische wedstrijden maakte hij zeven doelpunten.
Jakoesjev speelde zijn gehele carrière voor HC Lokomotiv Moskou.
Jakoesjev bezocht op 27 juni 2001 de 70ste verjaardag van Anatoli Iljin, hij werd op de weg naar huis in elkaar geslagen en overleed 10 dagen later aan zijn verwondingen. De daders zijn nooit gevonden.